# 明和自動車工業
明和自動車工業（めいわじどうしゃこうぎょう）は、太平洋戦争後の一時期存在した自動車製造会社である。
太平洋戦争後に航空機メーカー・川西航空機の民需転換に伴って設立され、オート三輪トラックやオートバイの製造を行ったが、業績不振によりダイハツ工業の傘下に入り、後に吸収された。現存する航空機・輸送機器等のメーカーである新明和工業は、1949年の企業分割時に分社された同系会社である。

## 歴史
- 1946年　川西航空機が民需転換に伴い、兵庫県の西宮工場にてオート三輪トラック「アキツ号」を開発、生産開始。
- 1947年　7月、社名を明和興業に改称。
- 1949年　11月、企業再建整備法により分割を受け、西宮工場を中心とする自動車部門が「明和自動車工業」となる。
  - 以後も「アキツ号」を生産し、大型の2t積みモデルも開発するものの、先行する大手メーカーに販売力などで劣り、経営不振が続いた。
- 1956年　経営不振に伴い、ダイハツ工業と三和銀行の資本参加を受けて、社名を「旭工業」に変更。ダイハツの系列会社となる。
- 1957年　ダイハツ工業の軽オート三輪車・ミゼット開発に伴って、生産の重点をそちらに置くようになり、アキツ号の生産を終了。
- 1970年　旭工業はダイハツ工業に合併される。工場はダイハツ西宮工場（後のダイハツ西宮部品センター）となった。

## 代表車種
- アキツ号